# Kordula Schmidt
Kordula Schmidt (* 1958 in Linz) ist eine oberösterreichische sozialdemokratische Politikerin und Landtagsabgeordnete, die in Linz lebt. Sie ist verheiratet und hat zwei Töchter.
Dr. Schmidt studierte Rechtswissenschaften und arbeitete anschließend als Rechtspraktikantin am Landesgericht Linz. Im Jahr 1982 wechselte sie als Bedienstete in die Arbeiterkammer, wo sie in der Abteilung Rechtsschutz tätig ist. Schmidt war von 1991 bis 1997 Mitglied des Linzer Gemeinderates.
Sie ist Mitglied in folgenden Ausschüssen: für Verfassung und Verwaltung, für Petitionen und Rechtsbereinigungen (in diesem Ausschuss ist sie Obfrau), im Sozialausschuss und Geschäftsordnungsausschuss. Sie war vor langer Zeit Vorsitzende der SPÖ Ebelsberg.